# Jeremy Gray
Jeremy John Gray (25 de abril de 1947) é um historiador da matemática britânico.
Gray estudou matemática na Universidade de Oxford e na Universidade de Warwick, onde obteve um doutorado em 1980, orientado por David Fowler (e Ian Stewart). A partir de 1974 esteve na The Open University em Milton Keynes, onde é desde 2002 professor de história da matemática.
Publicou o diário matemático de Carl Friedrich Gauß  e uma nova edição da biografia de Gauß por Waldo Dunnington.
Foi palestrante convidado do Congresso Internacional de Matemáticos em Berlim (1998: The Riemann Roch Theorem and Geometry. 1854–1914).
Dentre seus doutorandos consta June Barrow-Green.

## Obras
- Henri Poincaré. A Scientific Biography. Princeton University Press, Princeton NJ u. a. 2013, ISBN 978-0-691-15271-4. Review von Stillwell, Notices AMS, 2014, Nr.4
- Worlds out of nothing. A course in the history of geometry in the 19th Century. Springer, London 2007, ISBN 978-1-84628-632-2.
- Editor com Jose Ferreirós: The architecture of modern mathematics. Essays in history and philosophy. Oxford University Press, Oxford u. a. 2006, ISBN 0-19-856793-6.
- Janos Bolyai, non-Euclidean geometry, and the nature of space (= Burndy Library Publications. NS Bd. 1). Burndy Library, Cambridge MA 2004, ISBN 0-262-57174-9.
- Editor com Robin James Wilson: Mathematical conversations. Selections from „The Mathematical Intelligencer“. Springer, New York NY u. a. 2001, ISBN 0-387-98686-3.
- The Hilbert Challenge. Oxford University Press, Oxford u. a. 2000, ISBN 0-19-850651-1.
- com David A. Brannan, Matthew F. Esplen: Geometry. Cambridge University Press, Cambridge u. a. 1999, ISBN 0-521-59787-0.
- The Symbolic Universe. Geometry and Physics 1890–1930. Oxford University Press, Oxford u. a. 1999, ISBN 0-19-850088-2.
- Algebraic geometry in the late nineteenth century. In: David E. Rowe, John McCleary (Hrsg.): The history of modern mathematics. Band 1: Ideas and their reception. Academic Press, Boston MA 1989, ISBN 0-12-599661-6, S. 361–385.
- Editor com John Fauvel: The History of mathematics. A reader. Macmillan Education u. a., Houndmills u. a. 1987, ISBN 0-333-42790-4.
- com Judith V. Field: The geometrical work of Girard Desargues. Springer, New York NY u. a. 1987, ISBN 3-540-96403-7.
- Linear differential equations and group theory from Riemann to Poincaré. Birkhäuser, Boston MA u. a. 1986, ISBN 3-7643-3318-9 (Zugleich: Warwick, Universität, Dissertation).
- Who would have won the Fields medals a hundred years ago? In: Mathematical Intelligencer. Bd. 7, Nr. 3, 1985, ISSN 0343-6993, S. 10–19, doi:10.1007/BF03025801.
- Gray Fuchs and the theory of differential equations. In: Bulletin of the American Mathematical Society. NS Bd. 10, Nr. 1, 1984, ISSN 0273-0979, S. 1–26, (Erratum in: Bulletin of the American Mathematical Society. NS Bd. 12, Nr. 1, 1985, S. 182, doi:10.1090/S0273-0979-1985-15342-X).
- Ideas of space. Euclidean, non-Eudlicean, relativistic. Clarendon Press, Oxford 1979, ISBN 0-19-853352-7.
- Plato´s Ghost: the modernist transformation of mathematics, Princeton University Press 2008, Review von David Rowe, Bulletin AMS, 2013
- com Umberto Bottazzini: Hidden Harmony - Geometric Fantasies. The rise of complex function theory, Springer 2013